# SAOCOM 1A
SAOCOM 1A (Satélite Argentino de Observación COn Microondas, česky Argentinský satelit pro mikrovlné pozorování), je družice pro pozorování Země argentinské vesmírné agentury CONAE. Satelit pracuje na heliosynchronní dráze ve výšce 620 km. 29. 8. 2020 by se k prvnímu satelitu měl přidat ještě SAOCOM 1B a tyto satelity budou spolupracovat s italskou družicí COSMO-SkyMed. Družice jsou schopny sledovat vlhkost půdy a budou sloužit i při mimořádných situacích, jako jsou povodně, nebo ropné skvrny.
SAOCOM 1A byl vynesen pomocí nosné rakety Falcon 9 Block 5 společnosti SpaceX. Byl použit již jednou letící první stupeň B1048. Startoval z kalifornské rampy SLC-4E a první stupeň provedl přistání na pevninskou plochu LZ-4. Byl tak prvním prvním stupněm, který na této ploše přistál. Statický zážeh před letem proběhl 2. října kolem 23:00 SELČ.

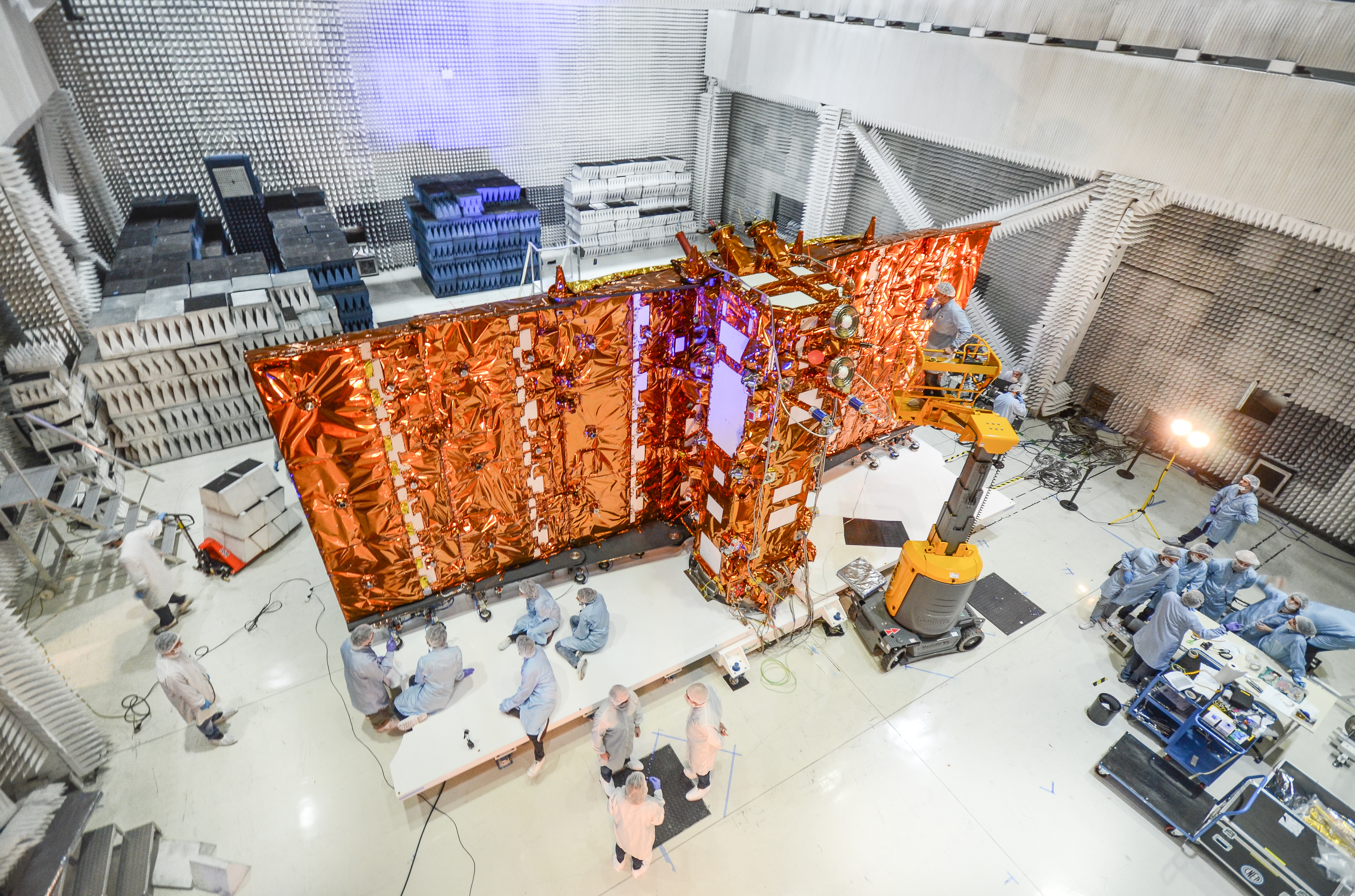
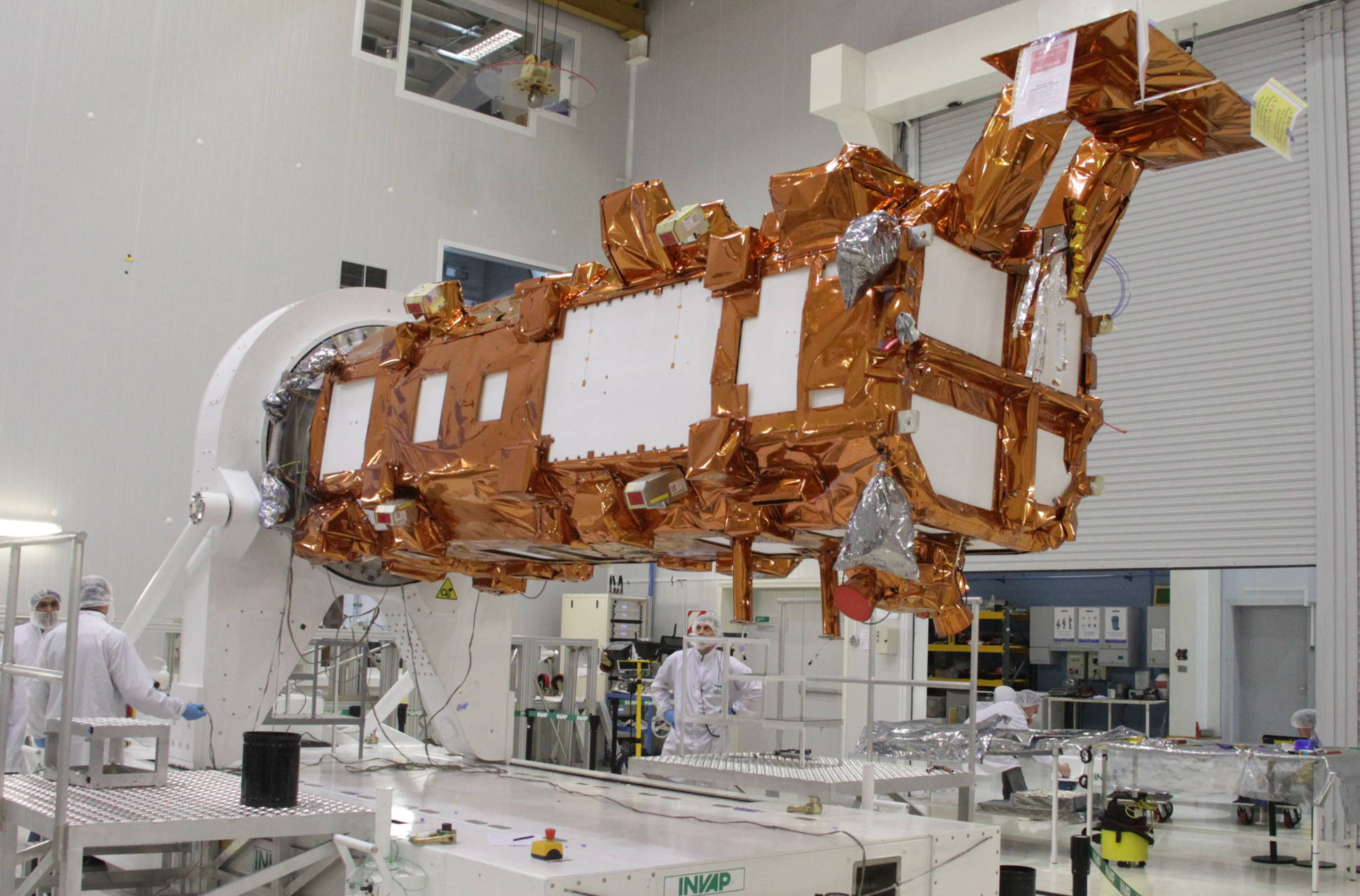
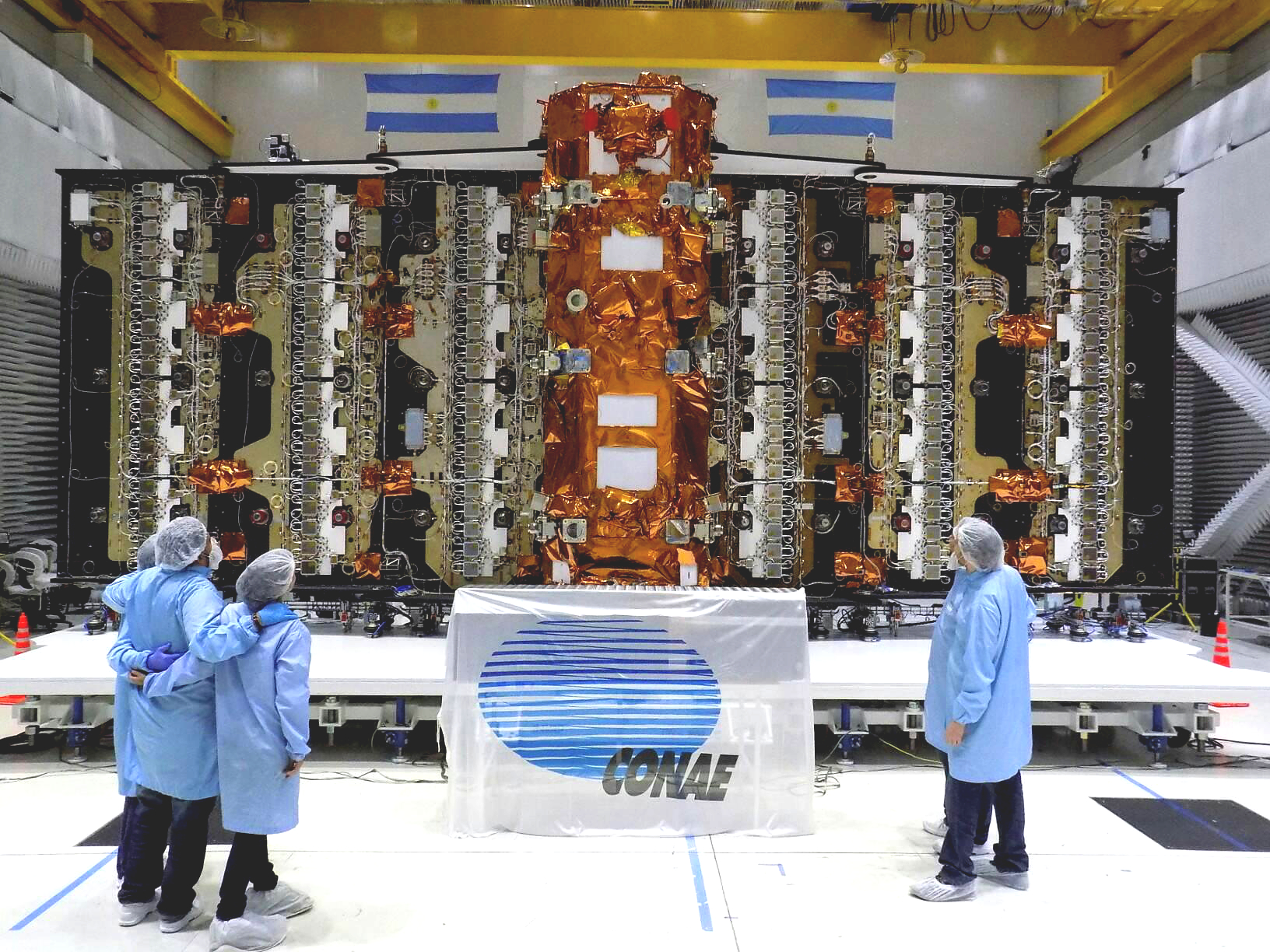